# Station Bourg-Saint-Maurice
Station Bourg-Saint-Maurice is een kopstation in de Franse gemeente Bourg-Saint-Maurice. Het station ligt op 813 meter hoogte en vormt, te kilometerpunt 80,212, het einde van de zogeheten "Ligne de la Tarentaise" spoorlijn vanuit Saint-Pierre-d'Albigny. In de winterperiode is dit station rechtstreeks verbonden met onder andere Amsterdam en Brussel via de Eurostar. Het station bedient de wintersportgebieden Les Arcs, Tignes, Val-d'Isère, La Rosière en Sainte-Foy-Tarentaise.

## Treindienst
| Richting                                                               | Vorige stop | Trein | Trein                                           | Trein | Volgende stop | Richting |
| ---------------------------------------------------------------------- | ----------- | ----- | ----------------------------------------------- | ----- | ------------- | -------- |
| Amsterdam Centraal of Brussel-Zuid                                     | Landry      |       | Eurostar Sneeuw (zaterdag, alleen in de winter) |       | Eindpunt      | Eindpunt |
| Parijs Gare de Lyon                                                    | Landry      |       | TGV (alleen in weekenden en vakanties)          |       | Eindpunt      | Eindpunt |
| Lille-Europe of Lille Flandres                                         | Landry      |       | TGV (alleen in de winter                        |       | Eindpunt      | Eindpunt |
| Lyon-Part-Dieu, Aix-les-Bains-Le Revard of Chambéry - Challes-les-Eaux | Landry      |       | TER Auvergne-Rhône-Alpes                        |       | Eindpunt      | Eindpunt |